# Basquetebol nos Jogos Pan-Americanos de 2011 - Masculino
O torneio masculino de basquetebol nos Jogos Pan-Americanos de 2011 ocorreu entre 26 e 30 de outubro no Domo do CODE. Oito equipes participaram do evento.

## Medalhistas
|  | PUR Porto Rico |  | MEX México |  | USA Estados Unidos |
|  | Carlos Arroyo Renaldo Balkman José Juan Barea Miguel Berdiel Gabriel Colón Manuel de Jesus Manuel Narvaez Filiberto Rivera Daniel Santiago Carlos Strong Edwin Ubiles Luis Villafañe |  | Jovan Harris Christopher Hernández Héctor Humberto Hernández Jesus López Víctor Mariscal Orlando Méndez Pedro Meza Adam Parada Omar Quintero Lorenzo Real Paul Stoll Michael Strobbe |  | Blake Ahearn Brian Butch Justin Dentmon Jerome Dyson Moses Ehambe Marcus Lewis Leo Lyons Renaldo Major Donald Sloan Gregory Stiemsma Curtis Sumpter Lance Thomas |

## Formato
As oito equipes foram divididas em dois grupos de quatro equipes. Cada equipe enfrentou as outras equipes do mesmo grupo, totalizando três jogos. As duas primeiras colocadas de cada grupo se classificaram as semifinais e as restantes para jogos de definição do quinto ao oitavo lugar. Nas semifinais, as vencedoras disputaram a final e as perdedoras a medalha de bronze.

## Primeira fase
|  | Equipes classificadas à fase final          |
|  | Equipes classificadas à disputa de 5º lugar |
|  | Equipes classificadas à disputa de 7º lugar |

Todas as partidas seguem o fuso horário local (UTC-6).

### Grupo A
| Equipe         | Pts | J | V | D | PF  | PC  | Dif | CD  |
| -------------- | --- | - | - | - | --- | --- | --- | --- |
| PUR Porto Rico | 5   | 3 | 2 | 1 | 231 | 206 | +25 | 1–0 |
| MEX México     | 5   | 3 | 2 | 1 | 231 | 194 | +37 | 0–1 |
| CAN Canadá     | 4   | 3 | 1 | 2 | 206 | 238 | –32 | 1–0 |
| ARG Argentina  | 4   | 3 | 1 | 2 | 214 | 244 | –30 | 0–1 |

| 26 de outubro 10:30 | Relatório | Canadá                                                           | 83–79 (pro) | Argentina                                                                 | OT | Domo do CODE, Guadalajara Árbitros: URU Adrián Vázquez VEN Americo Rodríguez USA Winston Stith |  |
| 26 de outubro 10:30 | Relatório | Placar por quarto: 16–22, 18–17, 10–14, 26–17, OT: 13–9          |             |                                                                           | OT | Domo do CODE, Guadalajara Árbitros: URU Adrián Vázquez VEN Americo Rodríguez USA Winston Stith |  |
| 26 de outubro 10:30 | Relatório | Pts: Philip Scrubb 35 Rbts: Warren Ward 10 Asts: Philip Scrubb 3 |             | Pts: Nicolás Laprovittola 16 Rbts: Pablo Espinoza 7 Asts: Luis Cequeira 4 | OT | Domo do CODE, Guadalajara Árbitros: URU Adrián Vázquez VEN Americo Rodríguez USA Winston Stith |  |

| 26 de outubro 20:00 | Relatório | México                                                             | 69–73 | Porto Rico                                                           |  | Domo do CODE, Guadalajara Árbitros: BRA Marcos Benito DOM Robinson Aracena CUB Adrián Fernández |  |
| 26 de outubro 20:00 | Relatório | Placar por quarto: 24–16, 20–22, 7–16, 18–19                       |       |                                                                      |  | Domo do CODE, Guadalajara Árbitros: BRA Marcos Benito DOM Robinson Aracena CUB Adrián Fernández |  |
| 26 de outubro 20:00 | Relatório | Pts: Orlando Méndez 20 Rbts: Héctor Hernández 7 Asts: Paul Stoll 4 |       | Pts: Renaldo Balkman 18 Rbts: Edwin Ubiles 8 Asts: José Juan Barea 4 |  | Domo do CODE, Guadalajara Árbitros: BRA Marcos Benito DOM Robinson Aracena CUB Adrián Fernández |  |

| 27 de outubro 13:00 | Relatório | Argentina                                                                | 79–78 | Porto Rico                                                                              |  | Domo do CODE, Guadalajara Árbitros: VEN Americo Rodríguez BRA Marcos Benito CRC Roberto Fernández |  |
| 27 de outubro 13:00 | Relatório | Placar por quarto: 24–22, 25–19, 13–22, 17–15                            |       |                                                                                         |  | Domo do CODE, Guadalajara Árbitros: VEN Americo Rodríguez BRA Marcos Benito CRC Roberto Fernández |  |
| 27 de outubro 13:00 | Relatório | Pts: Carlos Sandes 15 Rbts: Carlos Sandes 8 Asts: Nicolás Laprovittola 5 |       | Pts: José Juan Barea 24 Rbts: Daniel Santiago 8 Asts: José Juan Barea, Miguel Berdiel 2 |  | Domo do CODE, Guadalajara Árbitros: VEN Americo Rodríguez BRA Marcos Benito CRC Roberto Fernández |  |

| 27 de outubro 17:30 | Relatório | Canadá                                                        | 65–79 | México                                                           |  | Domo do CODE, Guadalajara Árbitros: URU Adrián Vázquez USA Winston Stith JAM Ricardo Hayles |  |
| 27 de outubro 17:30 | Relatório | Placar por quarto: 7–22, 14–17, 19–21, 25–19                  |       |                                                                  |  | Domo do CODE, Guadalajara Árbitros: URU Adrián Vázquez USA Winston Stith JAM Ricardo Hayles |  |
| 27 de outubro 17:30 | Relatório | Pts: Warren Ward 20 Rbts: Owen Klassen 9 Asts: Jahmal Jones 5 |       | Pts: Víctor Mariscal 16 Rbts: Lorenzo Real 15 Asts: Pedro Meza 6 |  | Domo do CODE, Guadalajara Árbitros: URU Adrián Vázquez USA Winston Stith JAM Ricardo Hayles |  |

| 28 de outubro 10:30 | Relatório | Porto Rico                                                             | 80–58 | Canadá                                                            |  | Domo do CODE, Guadalajara Árbitros: VEN Americo Rodríguez DOM Robinson Aracena CUB Adrián Fernández |  |
| 28 de outubro 10:30 | Relatório | Placar por quarto: 21–19, 21–9, 19–15, 19–15                           |       |                                                                   |  | Domo do CODE, Guadalajara Árbitros: VEN Americo Rodríguez DOM Robinson Aracena CUB Adrián Fernández |  |
| 28 de outubro 10:30 | Relatório | Pts: José Juan Barea 25 Rbts: Renaldo Balkman 8 Asts: Miguel Berdiel 5 |       | Pts: Warren Ward 15 Rbts: Lien Phillip 6 Asts: Michael Lieffers 3 |  | Domo do CODE, Guadalajara Árbitros: VEN Americo Rodríguez DOM Robinson Aracena CUB Adrián Fernández |  |

| 28 de outubro 20:00 | Relatório | México                                                           | 83–56 | Argentina                                                                                   |  | Domo do CODE, Guadalajara Árbitros: BRA Marcos Benito USA Winston Stith URU Adrián Vázquez |  |
| 28 de outubro 20:00 | Relatório | Placar por quarto: 18–15, 12–10, 25–16, 28–15                    |       |                                                                                             |  | Domo do CODE, Guadalajara Árbitros: BRA Marcos Benito USA Winston Stith URU Adrián Vázquez |  |
| 28 de outubro 20:00 | Relatório | Pts: Jovan Harris 22 Rbts: Lorenzo Real 14 Asts: Omar Quintero 3 |       | Pts: Luciano González 15 Rbts: Carlos Sandes 8 Asts: Nicolás Romano, Nicolás Laprovittola 4 |  | Domo do CODE, Guadalajara Árbitros: BRA Marcos Benito USA Winston Stith URU Adrián Vázquez |  |

### Grupo B
| Equipe                   | Pts | J | V | D | PF  | PC  | Dif | CD  |
| ------------------------ | --- | - | - | - | --- | --- | --- | --- |
| USA Estados Unidos       | 5   | 3 | 2 | 1 | 245 | 235 | +10 | 1–0 |
| DOM República Dominicana | 5   | 3 | 2 | 1 | 230 | 209 | +21 | 0–1 |
| BRA Brasil               | 4   | 3 | 1 | 2 | 234 | 244 | –10 | 1–0 |
| URU Uruguai              | 4   | 3 | 1 | 2 | 208 | 229 | –21 | 0–1 |

| 26 de outubro 13:00 | Relatório | Brasil                                                                               | 80–71 | Uruguai                                                                                      |  | Domo do CODE, Guadalajara Árbitros: ARG Juan José Fernández CRC Roberto Fernández PUR Roberto Vázquez |  |
| 26 de outubro 13:00 | Relatório | Placar por quarto: 19–18, 17–17, 20–16, 24–20                                        |       |                                                                                              |  | Domo do CODE, Guadalajara Árbitros: ARG Juan José Fernández CRC Roberto Fernández PUR Roberto Vázquez |  |
| 26 de outubro 13:00 | Relatório | Pts: Guilherme Giovannoni 15 Rbts: Guilherme Giovannoni 8 Asts: Nezinho dos Santos 3 |       | Pts: Bruno Fitipaldo 16 Rbts: Sebastián Vázquez, Nicolás Borsellino 5 Asts: Martín Osimani 5 |  | Domo do CODE, Guadalajara Árbitros: ARG Juan José Fernández CRC Roberto Fernández PUR Roberto Vázquez |  |

| 26 de outubro 17:30 | Relatório | República Dominicana                                                 | 76–77 | Estados Unidos                                                                  |  | Domo do CODE, Guadalajara Árbitros: MEX Arnoldo Dorame CAN Reid Kenyon COL Carlos Dueñas |  |
| 26 de outubro 17:30 | Relatório | Placar por quarto: 20–20, 17–9, 20–25, 19–23                         |       |                                                                                 |  | Domo do CODE, Guadalajara Árbitros: MEX Arnoldo Dorame CAN Reid Kenyon COL Carlos Dueñas |  |
| 26 de outubro 17:30 | Relatório | Pts: Yack Martínez 31 Rbts: Yack Martínez 10 Asts: Ricardo Soliver 5 |       | Pts: Lance Thomas 15 Rbts: Lance Thomas 16 Asts: Justin Dentmon, Lance Thomas 3 |  | Domo do CODE, Guadalajara Árbitros: MEX Arnoldo Dorame CAN Reid Kenyon COL Carlos Dueñas |  |

| 27 de outubro 10:30 | Relatório | Uruguai                                                              | 55–69 | República Dominicana                                                   |  | Domo do CODE, Guadalajara Árbitros: ARG Mario Aluz MEX Armando Ramos PUR Roberto Vázquez |  |
| 27 de outubro 10:30 | Relatório | Placar por quarto: 15–17, 19–19, 12–13, 9–20                         |       |                                                                        |  | Domo do CODE, Guadalajara Árbitros: ARG Mario Aluz MEX Armando Ramos PUR Roberto Vázquez |  |
| 27 de outubro 10:30 | Relatório | Pts: Martín Osimani 16 Rbts: Martín Osimani 8 Asts: Martín Osimani 4 |       | Pts: Juan Coronado Gil 17 Rbts: Yack Martínez 21 Asts: Yack Martínez 4 |  | Domo do CODE, Guadalajara Árbitros: ARG Mario Aluz MEX Armando Ramos PUR Roberto Vázquez |  |

| 27 de outubro 20:00 | Relatório | Brasil                                                                                            | 77– 88 | Estados Unidos                                                    |  | Domo do CODE, Guadalajara Árbitros: ARG Juan José Fernández MEX Arnoldo Dorame CAN Neil Donnelly |  |
| 27 de outubro 20:00 | Relatório | Placar por quarto: 18–19, 20–13, 23–24, 16–32                                                     |        |                                                                   |  | Domo do CODE, Guadalajara Árbitros: ARG Juan José Fernández MEX Arnoldo Dorame CAN Neil Donnelly |  |
| 27 de outubro 20:00 | Relatório | Pts: Nezinho dos Santos 16 Rbts: Murilo Becker, Guilherme Giovannoni 7 Asts: Nezinho dos Santos 7 |        | Pts: Blake Ahearn 21 Rbts: Lance Thomas 12 Asts: Justin Dentmon 6 |  | Domo do CODE, Guadalajara Árbitros: ARG Juan José Fernández MEX Arnoldo Dorame CAN Neil Donnelly |  |

| 28 de outubro 13:00 | Relatório | República Dominicana                                                | 85–77 | Brasil |  | Domo do CODE, Guadalajara Árbitros: PUR Roberto Vázquez ARG Mario Aluz CAN Reid Kenyon |  |
| 28 de outubro 13:00 | Relatório | Placar por quarto: 20–19, 13–21, 23–29, 29–8                        |       | |  | Domo do CODE, Guadalajara Árbitros: PUR Roberto Vázquez ARG Mario Aluz CAN Reid Kenyon |  |
| 28 de outubro 13:00 | Relatório | Pts: Yack Martínez 22 Rbts: Yack Martínez 9 Asts: Ricardo Soliver 3 |       | Pts: Marcelinho Machado 17 Rbts: Murilo Becker, Guilherme Giovannoni 5 Asts: Marcelinho Machado, Nezinho dos Santos 5 |  | Domo do CODE, Guadalajara Árbitros: PUR Roberto Vázquez ARG Mario Aluz CAN Reid Kenyon |  |

| 28 de outubro 17:30 | Relatório | Estados Unidos                                              | 80–82 | Uruguai                                                                  |  | Domo do CODE, Guadalajara Árbitros: CAN Neil Donnelly COL Carlos Dueñas MEX Armando Ramos |  |
| 28 de outubro 17:30 | Relatório | Placar por quarto: 29–20, 24–22, 11–20, 16–20               |       |                                                                          |  | Domo do CODE, Guadalajara Árbitros: CAN Neil Donnelly COL Carlos Dueñas MEX Armando Ramos |  |
| 28 de outubro 17:30 | Relatório | Pts: Jerome Dyson 19 Rbts: Leo Lyons 6 Asts: Donald Sloan 3 |       | Pts: Martín Osimani 23 Rbts: Nicolás Borsellino 8 Asts: Martín Osimani 6 |  | Domo do CODE, Guadalajara Árbitros: CAN Neil Donnelly COL Carlos Dueñas MEX Armando Ramos |  |

## Fase final
|  | Semifinais               | Semifinais            |    |                       | Final                    | Final |  |
|  |                          |                       |    |                       |                          |       |  |
|  | 29 de outubro – 13:00    |                       |    |                       |                          |       |  |
|  | USA Estados Unidos       | 55                    |    |                       |                          |       |  |
|  | MEX México               | 71                    |    |                       |                          |       |  |
|  |                          |                       |    |                       |                          |       |  |
|  |                          |                       |    |                       | 30 de outubro – 13:00    |       |  |
|  |                          |                       |    |                       | MEX México               | 72    |  |
|  |                          | PUR Porto Rico        | 74 |                       |                          |       |  |
|  |                          |                       |    |                       |                          |       |  |
|  |                          |                       |    |                       |                          |       |  |
|  |                          |                       |    |                       | 3º lugar                 |       |  |
|  | 29 de outubro – 20:00    | 29 de outubro – 20:00 |    | 30 de outubro – 10:30 | 30 de outubro – 10:30    |       |  |
|  | PUR Porto Rico           | 85                    |    | USA Estados Unidos    | 94                       |       |  |
|  | DOM República Dominicana | 77                    |    |                       | DOM República Dominicana | 92    |  |

### Semifinais
| 29 de outubro 13:00 | Relatório | Estados Unidos                                                            | 55–71 | México                                                                     |  | Domo do CODE, Guadalajara Árbitros: ARG Mario Aluz VEN Américo Rodríguez CAN Reid Kenyon |  |
| 29 de outubro 13:00 | Relatório | Placar por quarto: 15–11, 14–23, 12–13, 14–24                             |       |                                                                            |  | Domo do CODE, Guadalajara Árbitros: ARG Mario Aluz VEN Américo Rodríguez CAN Reid Kenyon |  |
| 29 de outubro 13:00 | Relatório | Pts: Leo Lyons 13 Rbts: Donald Sloan 8 Asts: Jerome Dyson, Donald Sloan 2 |       | Pts: Jovan Harris 15 Rbts: Lorenzo Real 9 Asts: Paul Stoll, Jovan Harris 4 |  | Domo do CODE, Guadalajara Árbitros: ARG Mario Aluz VEN Américo Rodríguez CAN Reid Kenyon |  |

| 29 de outubro 20:00 | Relatório | Porto Rico                                                              | 85–77 | República Dominicana                                                |  | Domo do CODE, Guadalajara Árbitros: BRA Marcos Benito CAN Neil Donnelly ARG Juan José Fernández |  |
| 29 de outubro 20:00 | Relatório | Placar por quarto: 23–18, 20–19, 23–16, 19–24                           |       |                                                                     |  | Domo do CODE, Guadalajara Árbitros: BRA Marcos Benito CAN Neil Donnelly ARG Juan José Fernández |  |
| 29 de outubro 20:00 | Relatório | Pts: José Juan Barea 22 Rbts: Renaldo Balkman 7 Asts: José Juan Barea 5 |       | Pts: Yack Martínez 20 Rbts: Yack Martínez 8 Asts: Ricardo Soliver 4 |  | Domo do CODE, Guadalajara Árbitros: BRA Marcos Benito CAN Neil Donnelly ARG Juan José Fernández |  |

### Disputa pelo 7º lugar
| 29 de outubro 10:30 | Relatório | Argentina                                                                                                 | 71–69 | Uruguai                                                                       |  | Domo do CODE, Guadalajara Árbitros: PUR Roberto Vázquez JAM Ricardo Hayles CRC Roberto Fernández |  |
| 29 de outubro 10:30 | Relatório | Placar por quarto: 22–16, 18–12, 20–20, 11–21                                                             |       |                                                                               |  | Domo do CODE, Guadalajara Árbitros: PUR Roberto Vázquez JAM Ricardo Hayles CRC Roberto Fernández |  |
| 29 de outubro 10:30 | Relatório | Pts: Carlos Sandes 23 Rbts: Carlos Sandes 10 Asts: Luciano González, Marcos Delia, Nicolás Laprovittola 3 |       | Pts: Nicolás Borsellino 15 Rbts: Nicolás Borsellino 10 Asts: Martín Osimani 8 |  | Domo do CODE, Guadalajara Árbitros: PUR Roberto Vázquez JAM Ricardo Hayles CRC Roberto Fernández |  |

### Disputa pelo 5º lugar
| 29 de outubro 17:30 | Relatório | Canadá                                                                      | 56–74 | Brasil |  | Domo do CODE, Guadalajara Árbitros: DOM Robinson Aracena CUB Adrián Fernández MEX Arnoldo Dorame |  |
| 29 de outubro 17:30 | Relatório | Placar por quarto: 21–22, 15–14, 9–17, 11–21                                |       | |  | Domo do CODE, Guadalajara Árbitros: DOM Robinson Aracena CUB Adrián Fernández MEX Arnoldo Dorame |  |
| 29 de outubro 17:30 | Relatório | Pts: Philip Scrubb 10 Rbts: Owen Klassen 12 Asts: Jahmal Jones, Nathan Yu 2 |       | Pts: Marcelinho Machado 19 Rbts: Marcelinho Machado, Nezinho dos Santos, Cristiano Felício 6 Asts: Marcelinho Machado, Nezinho dos Santos 3 |  | Domo do CODE, Guadalajara Árbitros: DOM Robinson Aracena CUB Adrián Fernández MEX Arnoldo Dorame |  |

### Disputa pelo bronze
| 30 de outubro 10:30 | Relatório | Estados Unidos                                                   | 94–92 | República Dominicana                                                                    |  | Domo do CODE, Guadalajara Árbitros: PUR Roberto Vázquez URU Adrián Vázquez MEX Arnoldo Dorame |  |
| 30 de outubro 10:30 | Relatório | Placar por quarto: 30–28, 21–17, 17–23, 26–24                    |       |                                                                                         |  | Domo do CODE, Guadalajara Árbitros: PUR Roberto Vázquez URU Adrián Vázquez MEX Arnoldo Dorame |  |
| 30 de outubro 10:30 | Relatório | Pts: Lance Thomas 14 Rbts: Marcus Lewis 7 Asts: Justin Dentmon 5 |       | Pts: Elys Guzmán García 25 Rbts: Elys Guzmán García, Yack Martínez 9 Asts: Víctor Liz 7 |  | Domo do CODE, Guadalajara Árbitros: PUR Roberto Vázquez URU Adrián Vázquez MEX Arnoldo Dorame |  |

### Final
| 30 de outubro 13:00 | Relatório | México                                                       | 72–74 | Porto Rico                                                               |  | Domo do CODE, Guadalajara Árbitros: ARG Juan José Fernández BRA Marcos Benito DOM Robinson Aracena |  |
| 30 de outubro 13:00 | Relatório | Placar por quarto: 21–19, 14–16, 16–15, 21–24                |       |                                                                          |  | Domo do CODE, Guadalajara Árbitros: ARG Juan José Fernández BRA Marcos Benito DOM Robinson Aracena |  |
| 30 de outubro 13:00 | Relatório | Pts: Jovan Harris 18 Rbts: Lorenzo Real 7 Asts: Paul Stoll 4 |       | Pts: Renaldo Balkman 28 Rbts: Renaldo Balkman 12 Asts: José Juan Barea 8 |  | Domo do CODE, Guadalajara Árbitros: ARG Juan José Fernández BRA Marcos Benito DOM Robinson Aracena |  |

## Classificação final
| Pos.              | Equipe                   | Campanha (V–D) |
| ----------------- | ------------------------ | -------------- |
| Medalha de ouro   | PUR Porto Rico           | 4–1            |
| Medalha de prata  | MEX México               | 3–2            |
| Medalha de bronze | USA Estados Unidos       | 3–2            |
| 4                 | DOM República Dominicana | 2–3            |
| 5                 | BRA Brasil               | 2–2            |
| 6                 | CAN Canadá               | 1–3            |
| 7                 | ARG Argentina            | 2–2            |
| 8                 | URU Uruguai              | 1–3            |